# Christian-Philippe de Waldeck-Pyrmont
Christian-Philippe de Waldeck-Pyrmont (Kleinern, 13 octobre 1701 – Mannheim, 17 mai 1728) est le prince de Waldeck et Pyrmont, de janvier à mai 1728.

## Biographie
Christian Philippe est le fils aîné du prince Frédéric-Antoine-Ulrich de Waldeck-Pyrmont (1676-1728) et de la princesse Louise de Birkenfled-Bichwiller (1678-1753).
Il est le prince de Waldeck et Pyrmont, à la mort de son père en janvier 1728, mais il meurt de maladie en mai de la même année, alors qu'il est à Mannheim.
Christian Philippe est mort sans enfants, son frère cadet Charles-Auguste de Waldeck-Pyrmont lui succède.